# 1906 у футболі
Нижче наведені футбольні події 1906 року у всьому світі.

## Події
- 1 липня — заснований «Спортінг» (Лісабон)

## Національні чемпіони
- Італія
  - Мілан

- Греція
  - Етнікос Гімнастікос Сіллогос (перший чемпіон країни)

- Парагвай
  - «Гуарані» (Асунсьйон)

- Шотландія
  - Селтік